# TomTom
TomTom International BV è una società olandese che produce sistemi di navigazione satellitare per autovetture, autocarri, autobus, motociclette, palmari e smartphone.

## Descrizione
I prodotti offrono una visione aerea del percorso. Il percorso viene calcolato attraverso l'utilizzo di ricevitori GPS (integrati o esterni) e di mappe digitali Tele Atlas.
Alcuni modelli dispongono di Bluetooth e permettono, così, di utilizzare il dispositivo di navigazione come vivavoce per telefoni cellulari.
L'azienda offre anche servizi a pagamento come lo stato di congestione del traffico o la presenza nella zona di transito di probabili autovelox.
Nel luglio del 2007 con un'offerta di 1,8 miliardi di dollari ha tentato di acquistare la società connazionale Tele Atlas, produttrice di mappe digitali per sistemi GPS, ma è stata fermata da una controfferta di 2,1 miliardi della rivale americana Garmin.
Nel novembre del 2007 la TomTom ha rilanciato con un'OPA da 2,9 miliardi di euro. Nel giugno del 2008 l'acquisizione diventa effettiva avendo ricevuto l'avallo anche della Commissione europea per quanto riguarda le problematiche legate alla tutela della concorrenza.

## Prodotti

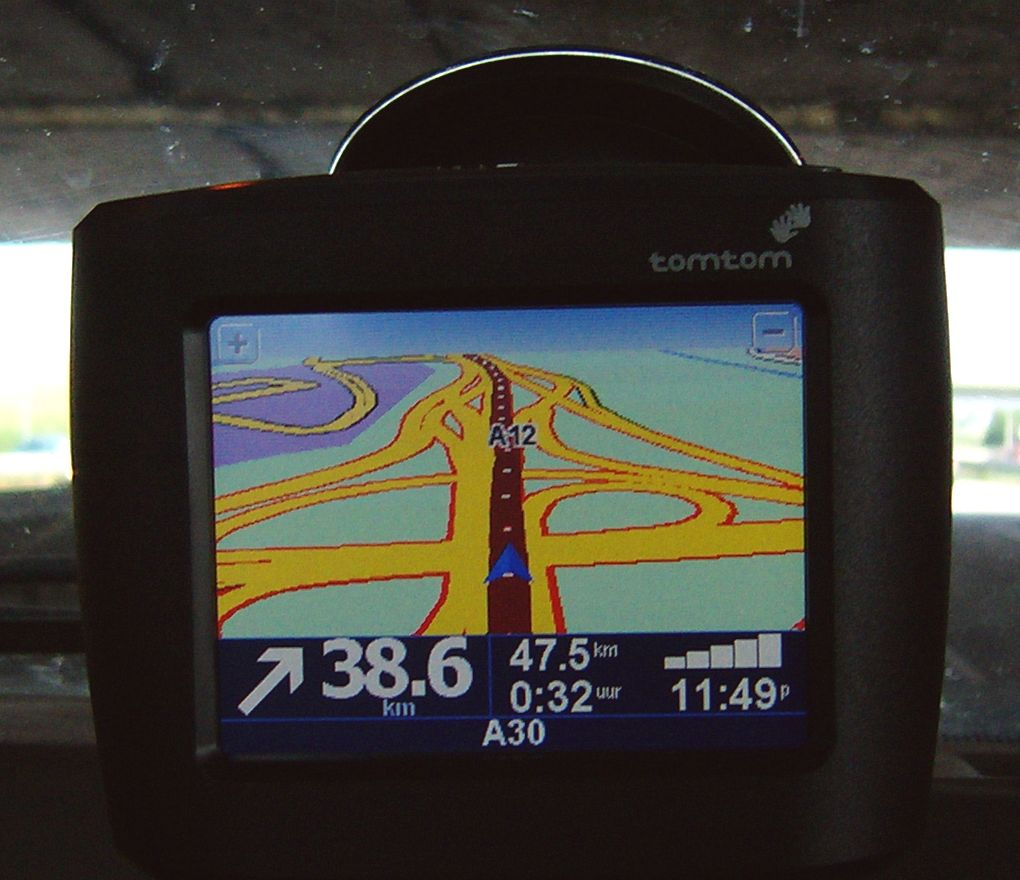
TomTom ONE

TomTom dispone dei seguenti tipi di prodotti:
- TomTom One e XL (non più prodotti), Start, Via e GO, Carminat modelli per automobili.
- TomTom Rider modelli per moto e scooter.
- TomTom Trucker per veicoli di grandi dimensioni (autocarri ed autobus).
- TomTom Navigator software per palmari.
- TomTom Mobile software per smartphone.
- TomTom App software per iPhone e telefoni/palmare aventi Android come sistema operativo.
- TomTom Runner e Multisport orologio sportivo per calcolare gli spostamenti di chi lo indossa e tracciare le performance

## Tecnologie
- Map Share permette agli utenti di apportare alcune modifiche alle mappe presenti sul proprio dispositivo e condividerle con altri utenti della comunità TomTom Map Share.
- IQ Routes è una tecnologia che si basa sui dati raccolti attraverso i percorsi effettuati degli utenti stessi e mette a disposizione informazioni relative ai singoli tratti di strada.
- Speak and go: introdotta con i nuovi modelli della serie Via 130 e 135 nel 2012, consente di eseguire comandi vocalmente.
- LIVE: è una serie di servizi, alcuni in abbonamento, che permettono di rendere più completo il dispositivo. Disponibile solo sui modelli della serie GO.

## TomTom Telematics
TomTom Telematics è una Business Unit di TomTom dedicata alla gestione del parco veicoli, ai dispositivi telematici dei veicoli e ai servizi per le auto connesse. WEBFLEET è una soluzione SaaS (Software-as-a-Service) utilizzata da piccole e grandi aziende per migliorare le prestazioni dei veicoli, risparmiare carburante, assistere i conducenti e aumentare l'efficienza generale del parco veicoli. Inoltre, TomTom Telematics fornisce servizi per le assicurazioni, le agenzie di noleggio e leasing, gli importatori di auto e le società che si rivolgono alle aziende e ai clienti.